# 梅澤めぐ
梅澤 めぐ（うめざわ めぐ、5月12日 - ）は、日本の女性声優。北海道出身。東京俳優生活協同組合所属。

## 来歴
2020年4月、東京俳優生活協同組合に所属。同年に北海道から上京した。同年9月に自身の公式Twitterが開設され、開設の同日に『アイドルマスター シンデレラガールズ』の辻野あかり役となったことをそのTwitter上で発表した。演じた「辻野あかり」は「ネット流行語100 2020」のトップ20単語賞（第18位）を獲得し、キャラクターの代理として表彰式に登壇した。
また12月には、自身の冠番組『梅澤めぐのめぐりあい』がニコニコチャンネルにて2021年よりスタートすることをTwitter上で発表し、2021年2月に番組が開始された。

## 人物
公式プロフィールでは特技としてサッカー、リフティングを、趣味として絵を描くこと、フライドポテト作り、人の悩みを聞いて答えることを挙げている。サッカーは小学2年生の頃から7～8年間ほど続けていたもので、部活でキャプテンを務めたこともあった。サッカー少女だった当時の髪型はベリーショートで、日焼けもしていたことから、男の子と間違われることもあったという。2022年6月26日配信のDAZN『やべっちスタジアム』で週替わりナレーターを務め、サッカー関連の仕事に携わることができた。
声優として初の現場は『アイドルマスター シンデレラガールズ』。共演者の富田美憂によると、震えながら現場に来て、台本を読むときも手元が震えていたと語られている。

## 出演
太字はメインキャラクター。

### テレビアニメ
- ちみも（2022年、女子高生A[13][初出 1]、めいの友達[初出 2]）
- 魔神創造伝ワタル（2025年、マロ[14][初出 1]）
- 渡くんの××が崩壊寸前（2025年、梅澤真輝奈[15][初出 3]）

### 劇場アニメ
- わんだふるぷりきゅあ!ざ・むーびー! ドキドキ♡ゲームの世界で大冒険!（2024年、小タヌキ）

### Webアニメ
- アイドルマスター シンデレラガールズ劇場 Extra Stage（2020年、辻野あかり）
- 太鼓の達人 アニメば～じょん！（2022年、くもきゅん[16][17][18]）
- CINDERELLA GIRLS 10th Anniversary Celebration Animation ETERNITY MEMORIES（2022年、辻野あかり）
- イロナス（2022年、園坂奏[19][20]）

### ゲーム
2020年
- アイドルマスター シンデレラガールズ（2020年 - 2024年、辻野あかり） - 2作品
- ブラウンダスト（モイ）

2021年
- 戦の海賊（リンリー）
- 御城プロジェクト:RE〜CASTLE DEFENSE〜（岡城〈2代目〉）
- Shadowverse（辻野あかり）
- モンスターストライク（2021年 - 2022年、浜路 / 浜路姫、トロピール）
- けものフレンズ3（ブラッザグエノン）

2022年
- 逆転オセロニア（テプル）
- 艦隊これくしょん -艦これ-（梅、深海梅棲姫）
- 太鼓の達人 ドンダフルフェスティバル（くもきゅん）
- インフィニティソウルズ（三道あきら）
- ブレイブソード×ブレイズソウル（蒸気砲バーデン）

2023年
- クイズRPG 魔法使いと黒猫のウィズ（ウッサーナ・ウサミ）
- LOOP8（ベニ）

2024年
- グランブルーファンタジー（ボニー）

2025年
- 放置少女〜百花繚乱の萌姫たち〜（徳川家康〈2代目〉）
- 逆転オセロニア（エイシェト）

### テレビ番組
※はインターネット配信。
- 梅澤めぐのめぐりあい（2021年 - 、ニコニコチャンネル※）[42]
- 赤ちゃんパンダ365日 カワイイところ全部見せますスペシャル（2021年、BS-TBS）ナレーション[43]

### ラジオ
※はインターネット配信。
- ｒe ：にじぽり（2022年 - 、山形放送）番組内コーナー「月刊！めぎゅ誌」各月最終日曜日のみ出演[44]
- 梅澤めぐ・紫月杏朱彩のラジオ花咲きカルタ（2022年 - 、ニコニコチャンネル※）[45]

### 映像商品
- THE IDOLM@STER CINDERELLA GIRLS Broadcast & LIVE Happy New Yell !!!　Blu-ray BOX（2021年[46]）
- THE IDOLM@STER CINDERELLA GIRLSLIKE4LIVE #cg_ootd   Blu-ray BOX（2023年）

### 舞台
- 朗読
  - リーディングライブ『ドラキュラバー』（2024年5月14日、シアターグリーン BOX in BOX THEATER） - 遠藤 役[47]
  - 「朗読と歌とおしゃべりをきみと 〜W〜」act.2（2025年2月23日、杉並区立勤労福祉会館）[48]
  - キララン103＜Rapunzel＞ KIRAKIRA VOICE LAND VOL.103 MORGUE×CHRONICLE LXXII 「Rapunzel 終わらない螺旋の先へと」（2025年3月15 - 16日、シアターウィング） - アンゼリカ、メラース 役[49]

### その他コンテンツ
- LIVERTINE AGE 声優コラボアイテム（2021年6月11日 - 7月24日、半袖Tシャツ、キャップ[50]）

## ディスコグラフィ

### キャラクターソング
| 発売日   | 商品名                                                                               | 歌 | 楽曲                                       | 備考                                                                     |
| 2020年   | 2020年                                                                               | 2020年 | 2020年                                     | 2020年                                                                   |
| -------- | ------------------------------------------------------------------------------------ | --- | ------------------------------------------ | ------------------------------------------------------------------------ |
| 12月2日  | THE IDOLM@STER CINDERELLA MASTER Never ends & Brand new!                             | 辻野あかり（梅澤めぐ）、砂塚あきら（富田美憂）、桐生つかさ（河瀬茉希） | 「Brand new!」                             | ゲーム『アイドルマスター シンデレラガールズ』関連曲                      |
| 2021年   |                                                                                      | |                                            |                                                                          |
| 4月7日   | THE IDOLM@STER CINDERELLA GIRLS STARLIGHT MASTER GOLD RUSH! 07 Wish you Happiness!!  | 辻野あかり（梅澤めぐ）、小早川紗枝（立花理香）、安部菜々（三宅麻理恵）、新田美波（洲崎綾）、ナターリア（生田輝）、塩見周子（ルゥティン）、浜口あやめ（田澤茉純）                                                                        | 「Wish you Happiness!!（M@STER VERSION）」 | ゲーム『アイドルマスター シンデレラガールズ スターライトステージ』関連曲 |
| 4月7日   | THE IDOLM@STER CINDERELLA GIRLS STARLIGHT MASTER GOLD RUSH! 07 Wish you Happiness!!  | 辻野あかり（梅澤めぐ） | 「Wish you Happiness!!（M@STER VERSION）」 | ゲーム『アイドルマスター シンデレラガールズ スターライトステージ』関連曲 |
| 10月13日 | THE IDOLM@STER CINDERELLA GIRLS STARLIGHT MASTER GOLD RUSH! 11 Home Sweet Home       | 白坂小梅（桜咲千依）、辻野あかり（梅澤めぐ）、道明寺歌鈴（新田ひより）、佐久間まゆ（牧野由依）、小日向美穂（津田美波） | 「Home Sweet Home（M@STER VERSION）」      | ゲーム『アイドルマスター シンデレラガールズ スターライトステージ』関連曲 |
| 10月13日 | THE IDOLM@STER CINDERELLA GIRLS STARLIGHT MASTER GOLD RUSH! 11 Home Sweet Home       | 辻野あかり（梅澤めぐ） | 「Home Sweet Home（M@STER VERSION）」      | ゲーム『アイドルマスター シンデレラガールズ スターライトステージ』関連曲 |
| 11月24日 | THE IDOLM@STER CINDERELLA MASTER EVERLASTING                                         | 本田未央（原紗友里）、辻野あかり（梅澤めぐ）、双葉杏（五十嵐裕美）、木村夏樹（安野希世乃）、アナスタシア（上坂すみれ）、ナターリア（生田輝）、 橘ありす（佐藤亜美菜）、輿水幸子（竹達彩奈）、依田芳乃（高田憂希）、川島瑞樹（東山奈央） | 「EVERLASTING（M@STER VERSION）」          | ゲーム『アイドルマスター シンデレラガールズ』関連曲                      |
| 11月24日 | THE IDOLM@STER CINDERELLA MASTER EVERLASTING                                         | 辻野あかり（梅澤めぐ） | 「EVERLASTING（M@STER VERSION）」          | ゲーム『アイドルマスター シンデレラガールズ』関連曲                      |
| 2022年   |                                                                                      | |                                            |                                                                          |
| 4月20日  | THE IDOLM@STER CINDERELLA MASTER 061 辻野あかり                                      | 辻野あかり（梅澤めぐ） | 「トキメキは赤くて甘い」                   | ゲーム『アイドルマスター シンデレラガールズ』関連曲                      |
| 5月25日  | THE IDOLM@STER CINDERELLA GIRLS STARLIGHT MASTER R/LOCK ON! 05 トロピカルガール      | 辻野あかり（梅澤めぐ）、星輝子（松田颯水）、木村夏樹（安野希世乃）、小日向美穂（津田美波）、関裕美（会沢紗弥） | 「徒花ネクロマンシー」                     | ゲーム『アイドルマスター シンデレラガールズ スターライトステージ』関連曲 |
| 2023年   |                                                                                      | |                                            |                                                                          |
| 2月15日  | THE IDOLM@STER CINDERELLA GIRLS STARLIGHT MASTER PLATINUM NUMBER 02 UNIQU3 VOICES!!! | 辻野あかり（梅澤めぐ）、砂塚あきら（富田美憂）、夢見りあむ（星希成奏） | 「UNIQU3 VOICES!!!（M@STER VERSION）」     | ゲーム『アイドルマスター シンデレラガールズ スターライトステージ』関連曲 |
| 2月15日  | THE IDOLM@STER CINDERELLA GIRLS STARLIGHT MASTER PLATINUM NUMBER 02 UNIQU3 VOICES!!! | 辻野あかり（梅澤めぐ） | 「UNIQU3 VOICES!!!（M@STER VERSION）」     | ゲーム『アイドルマスター シンデレラガールズ スターライトステージ』関連曲 |
| 11月22日 | THE IDOLM@STER CINDERELLA GIRLS STARLIGHT MASTER HEART TICKER! 01 無限L∞PだLOVE♡     | 辻野あかり（梅澤めぐ）、佐久間まゆ（牧野由依）、多田李衣菜（青木瑠璃子）、神崎蘭子（内田真礼）、木村夏樹（安野希世乃）、二宮飛鳥（青木志貴）、ナターリア（生田輝）、黒埼ちとせ（佐倉薫）                                                | 「無限L∞PだLOVE♡（M@STER VERSION）」       | ゲーム『アイドルマスター シンデレラガールズ スターライトステージ』関連曲 |
| 11月22日 | THE IDOLM@STER CINDERELLA GIRLS STARLIGHT MASTER HEART TICKER! 01 無限L∞PだLOVE♡     | 辻野あかり（梅澤めぐ） | 「無限L∞PだLOVE♡（M@STER VERSION）」       | ゲーム『アイドルマスター シンデレラガールズ スターライトステージ』関連曲 |
| 2024年   |                                                                                      | |                                            |                                                                          |
| 2月28日  | THE IDOLM@STER CINDERELLA MASTER パジャマジャマ ＆ この恋の解を答えなさい            | THE IDOLM@STER CINDERELLA GIRLS Stage for Cinderella groupC BEST5! | 「パジャマジャマ」                         | ゲーム『アイドルマスター シンデレラガールズ スターライトステージ』関連曲 |

## ライブ・イベント

### 合同ライブ
| 出演日                | タイトル                                                                                          | 会場                                | 備考                                                                                     |
| --------------------- | ------------------------------------------------------------------------------------------------- | ----------------------------------- | ---------------------------------------------------------------------------------------- |
| 2021年1月9日          | THE IDOLM@STER CINDERELLA GIRLS Broadcast & LIVE Happy New Yell !!! DAY1                          | 幕張メッセ 国際展示場1～3（千葉県） | ASOBISTAGEでの配信ライブ。                                                               |
| 2021年5月27日         | THE IDOLM@STER CINDERELLA GIRLS NEXT LIVE発表会                                                   | MIRAIKEN studio                     | ASOBISTAGEとYouTube アイドルマスターチャンネルにて配信。ミニライブ部分はASOBISTAGEのみ。 |
| 2021年10月2日 - 3日   | THE IDOLM@STER CINDERELLA GIRLS 10th ANNIVERSARY M@GICAL WONDERLAND TOUR!!! MerryMaerchen Land    | 西日本総合展示場 新館（福岡県）     | ASOBISTAGEでの配信あり。                                                                 |
| 2022年4月3日          | THE IDOLM@STER CINDERELLA GIRLS 10th ANNIVERSARY M@GICAL WONDERLAND!!! DAY2                       | ベルーナドーム（埼玉県）            | ASOBISTAGEでの配信あり。                                                                 |
| 2022年9月3日 - 4日    | THE IDOLM@STER CINDERELLA GIRLS LIKE4LIVE #cg_ootd                                                | 日本ガイシホール（愛知県）          | ASOBISTAGEでの配信あり。                                                                 |
| 2022年11月26日 - 27日 | THE IDOLM@STER CINDERELLA GIRLS Twinkle LIVE Constellation Gradation                              | ベルーナドーム（埼玉県）            | ASOBISTAGEでの配信あり。                                                                 |
| 2023年9月9日 - 10日   | THE IDOLM@STER CINDERELLA GIRLS Shout out Live!!!                                                 | 愛知県国際展示場 ホールA（愛知県）  | ASOBISTAGEでの配信あり。                                                                 |
| 2024年6月1日          | THE IDOLM@STER CINDERELLA GIRLS UNIT LIVE TOUR ConnecTrip! 東京公演                               | Zepp DiverCity Tokyo（東京都）      | ASOBISTAGEでの配信あり。                                                                 |
| 2025年3月8日 - 9日    | THE IDOLM@STER CINDERELLA GIRLS STARLIGHT STAGE 10th ANNIVERSARY TOUR Let’s AMUSEMENT!!! 大阪公演 | 大阪城ホール（大阪府）              | ASOBISTAGEでの配信あり。                                                                 |